# Francia labdarúgó-játékvezetők listája
Az alábbi lista a nevezetes francia labdarúgó-játékvezetők nevét tartalmazza.
| Ábécé szerinti tartalomjegyzék                      |
| --------------------------------------------------- |
| A B C D E F G H I J K L M N O P Q R S T U V W X Y Z |

## B
- Jacques Baert (1888–?) nemzetközi játékvezető
- John Balway (1888–1945) nemzetközi játékvezető
- Joseph Barbéran (1925–1998) nemzetközi játékvezető
- Roger Barde (1921–2007) nemzetközi játékvezető
- Marc Batta (1953–) nemzetközi játékvezető
- Lakhdar Benchabane (1954–) nemzetközi játékvezető
- Gérard Biguet (1946–) nemzetközi játékvezető
- Marcel Bois (1918–1984) nemzetközi játékvezető
- Claude Bouillet (1944–) nemzetközi játékvezető
- Georges Bouture (?–?) nemzetközi játékvezető
- Stéphane Bré (1966–) nemzetközi játékvezető

## C
- Georges Capdeville (1899–1991) nemzetközi játékvezető
- Tony Chapron (1972–) nemzetközi játékvezető
- Claude Colombo (1960–) nemzetközi játékvezető
- Roger Conrié (1898–1966) nemzetközi játékvezető

## D
- Henri Delaunay (1883–1955) nemzeti játékvezető, sportvezető, az UEFA főtitkára (1954–1955)
- Alain Delmer (1947–) nemzetközi játékvezető
- Jacques Devillers (1911–1992) nemzetközi játékvezető
- Laurent Duhamel (1968–) nemzetközi játékvezető

## F
- Henri Fauxheux (1919–2016) nemzetközi játékvezető
- Louis Fourgous (1877–1932) nemzetközi játékvezető
- Stéphanie Frappart (1983–) nemzetközi játékvezető

## G
- Pascal Garibian (1961–) nemzetközi játékvezető
- Antony Gautier (1977–) nemzetközi játékvezető
- Edmond Gérardin (1882–1939) nemzetközi játékvezető
- Michel Girard (1944–) nemzetközi játékvezető
- Maurice Guigue (1912–2011) nemzetközi játékvezető
- Florence Guillemin (1980–) nemzetközi játékvezető

## H
- Rémi Harrel (1954–) nemzetközi játékvezető
- Édouard Harzic (1906–1989) nemzetközi játékvezető
- Robert Héliès (1927–2019) nemzetközi játékvezető

## K
- Philippe Kalt (1968–) nemzetközi játékvezető
- Michel Kitabdjian (1930–2020) nemzetközi játékvezető
- Georges Konrath (1937–) nemzetközi játékvezető

## L
- Robert Lacoste (1930–?) nemzetközi játékvezető
- Daniel Lambert (1934–) nemzetközi játékvezető
- Stéphane Lannoy (1969–) nemzetközi játékvezető
- Jean-Marie Lartigot (1948–) nemzetközi játékvezető
- Charles de la Salle (1897–1973) nemzetközi játékvezető
- Bertrand Layec (1965–) nemzetközi játékvezető
- Lucien Leclercq (1897–1971) nemzetközi játékvezető
- Damien Ledentu (1968–) nemzetközi játékvezető
- Philippe Leduc (1952–) nemzetközi játékvezető
- Marcel Lequesne (1911–2007) nemzetközi játékvezető

## M
- Roger Machin (1926–2021) nemzetközi játékvezető
- Paul Marenco (1900–1970) nemzetközi játékvezető

## O
- Eugène Olive (?–?) nemzetközi játékvezető

## P
- Didier Pauchard (1951–) nemzetközi játékvezető
- Hervé Piccirillo (1967–) nemzetközi játékvezető
- Eric Poulat (1963–) nemzetközi játékvezető

## Q
- Joël Quiniou (1950–) nemzetközi játékvezető

## S
- Alain Sars (1961–) nemzetközi játékvezető
- Pierre Schwinte (1922–2000) nemzetközi játékvezető
- Victor Sdez  (1898–1977) nemzetközi játékvezető
- Marcel Slawick  (1892–1952) nemzetközi játékvezető

## T
- Olivier Thual (1976–) nemzetközi játékvezető
- Paul Trehou (1900–1980) nemzetközi játékvezető
- Jean Tricot (1920–2020) nemzetközi játékvezető
- Clément Turpin (1982–) nemzetközi játékvezető

## V
- Georges Vallat (1888–1938) nemzetközi játékvezető
- Michel Vautrot (1945–) nemzetközi játékvezető
- Gilles Veissière (1959–) nemzetközi játékvezető
- Achille Verbecke (1932–) nemzetközi játékvezető
- René Vigliani (1929–2022) nemzetközi játékvezető
- Raymond Vincentini (1911–2001) nemzetközi játékvezető

## W
- Robert Wurtz (1941–) nemzetközi játékvezető